# Tina Glamour
 (octobre 2012).
Si vous disposez d'ouvrages ou d'articles de référence ou si vous connaissez des sites web de qualité traitant du thème abordé ici, merci de compléter l'article en donnant les références utiles à sa vérifiabilité et en les liant à la section « Notes et références ».
Tina Glamour, née le 14 juin 1964, connue sous le nom de Tina Spencer ou Tina Spendja ou Lady Glamour ou la desaltéro est une chanteuse et interprète ivoirienne. Mère de trois enfants dont feu DJ Arafat, le célèbre artiste ivoirien du Coupé décalé décédé le 12 août 2019 à la suite d'un accident de la circulation, elle totalise plus de trois décennies de carrière musicale,,.

## Biographie
De son vrai nom Logbo Valentine, Tina Glamour est originaire de l'Ouest de la Côte d'Ivoire, précisément de la ville d'Issia de par son père et d'Oumé de par sa mère. Née de père Agent de l'Etat (machiniste de la Présidence de Côte d'Ivoire sous le règne du Président feu Félix Houphouet Boigny) et d'une mère secrétaire de direction, Tina Glamour a bénéficié des statuts de ses parents durant son enfance.

### Carrière
Les années 1990 marquent le début d'une période de gloire pour Tina Glamour dans le domaine de la musique. Souvent célèbre pour son style vestimentaire, Tina Glamour fait parler d'elle dans les médias à cause de ses prestations osées et de sa relation conflictuelles avec son fils Dj Arafat.
Ses détracteurs lui reprochent le plus souvent d'esquisser des pas de danse et un style un peu trop osés. Cette image de vulgarité attribuée par les médias se justifiait notamment dans les années 1990 où Tina Spencer donnait des prestations scéniques à caractère obscène. Elle se défendait lors d'une entrevue télé en argumentant que son style de danse est plus sensuel et romantique qu'érotique et vulgaire. Elle est aussi connue pour ses paroles piquantes et ses différends avec son fils.

## Vie privée
Le 22 février 2022, deux ans et demi après le décès accidentel de son célèbre fils DJ Arafat, mort le 12 août 2019, Tina perd sa fille Carla Kéké à l'âge de 26 ans (née le 16 novembre 1996), connue sous le sobriquet de Bébé Carla, fille de Kéké Kassiry, star du genre gnaman gnaman des années 1980/1990. Carla est morte au CHU de Cocody des suites d'une infection pulmonaire.